# 코리도라스 아에네우스
코리도라스 아에네우스(Corydoras aeneus)는 브론즈코리도라스라고도 불리는 메기목에 속하는 물고기이며, 단단한 판으로 덮여 있다. 남아메리카의 민물에 살며, 처음에는 테오도어 길 이 1858년 Hoplosoma aeneum 이라고 명명했고, Callichthys aeneus 라고 불리기도 했다.

## 특징
대부분 똥을 먹는 물고기나 쓰레기를 주워먹는 물고기라고 불리는데 사실은 바닥에 떨어진 먹이를 찾는 것이다.
수컷 성체의 길이는 6.5cm 고 암컷 성체는 조금 커서 7cm 정도가 된다. 보통 10년 정도를 살며, 노랗거나 핑크빛의 몸통, 하얀 배, 청회색 머리와 등을 가지고 있다. 다른 코리도라스들과 같이 자기방어용으로 등지느러미, 가슴지느러미와 기름지느러미에 약한 독을 가진 가시를 가지고 있다. 갈색을 띤 오렌지색이 주로 머리 위에 있으며 위에서 봤을 때 이것은 이 종의 가장 특별한 특징이다. 그리고 주로 건강할 때는 청동 색깔을 띤다. 가끔씩 수면으로 다가와 공기를 삼켜 장내호흡을 한다. 모든 코리도라스를 포함하여 열대어중에서 가장 강인한 생명력을 자랑한다.

## 수족관 안에서
코리도라스 아에네우스는 코리도라스를 잘 모르는 사람들도 알 정도로 많이 알려져있고 가격이 싼 코리도라스이며, 매우 흔하기 때문에 똥코리, 막코리 라고도 불린다.
먹이를 찾으면서 아가미로 모래를 뿜어내기도 하는데, 그 모습을 보기위해서는 아주 입자가 작은 바닥재를 써야 한다. 주로 모든 종류의 물고기와 살 수 있으며, 6마리 이상이 모여 있어야 안정감을 느낀다고 하는 주장도 있다.물 온도는 18 °C~26 °C가 적당하며, 약산성, 중성, 약염기성의 물에서 무난하게 적응한다. 숨을곳을 만들어주는 것이 좋다. 유목을 넣어도 좋고, 부상식물을 띄워 주면 약간 어둡게 만들어 주기 때문에 도움이 된다. 주로 수조의 밑부분에서 생활을 하는데, 수초를 심은지 얼마 되지 않아서 뿌리가 자리잡기전이라면 뿌리를 뽑아 버리기도 하기 때문에 주의해야 한다.

## 번식
이 코리도라스는 아주 번식이 쉽고 많이 낳는다. 번식할 때에는 T-포지션이라는 행동을 하는데, 암컷이 수컷의 생식기(비뇨생식공)에 입을 가져가 나오는 정자를 입으로 삼키는데, 그 정자는 바로 암컷의 알주머니와 만나 수정된다. 암컷은 한번에 1~3개 정도씩 배지느러미로 잡아 수초, 돌, 또는 수족관 벽에 붙이는데, 알을 다 낳을 때까지 T-포지션과 붙이기를 반복하나, 방해를 받거나 먹이를 주면 알 낳기를 그만하고 만다. 알을 낳게 하려면 하루 정도 전등을 끄고 물의 온도를 3도 정도 낮추고 먹이를 적게 준다. 이 행위는 코리도라스들이 야생에 있을 때 산란기의 환경을 모방한 것으로, 먹이가 적어지고 추워지는데 그때 알을 낳기 때문이다.알은 대부분 어항 벽면이나 여과기의 뒤쪽에다 많이낳는데, 알은 처음에는 그냥 놔두고 이틀정도 지나면 알의 색이 바뀌고 알이 탄탄해지며 알의 점성(끈적거리는정도) 도 떨어진다.. 그럴때에 그냥놔두면 다른 물고기들이 먹을 수 있으므로 손이나 칼로 살살 때어내면 된다. 때어낸 알은 일반 구피용 치어통 말고 촘촘한 치어통에 알을 넣는다.. 알은 시간이지나면서 수정란은 진한색으로 바뀌고, 무정란은 하얗게 변한다. 이때 무정란을 수정란과 같이놔두면 알에 곰팡이가 필 수있으므로 무정란을 골라내어야한다. 알은 약 1주일 정도 후에 깨어나는데, 깨어난 후 1주일까지는 양분으로 사나, 그 후에는 액상 먹이나 풍년새우의 치새우, 판매되고 있는 치어 먹이를 준다. 약 2~3주일 후에는 보통 먹이를 줄 수 있으며, 4~5주일 후에는 성어와 합사해도 문제가 없을만큼 커진다.

## 품종

### 알비노

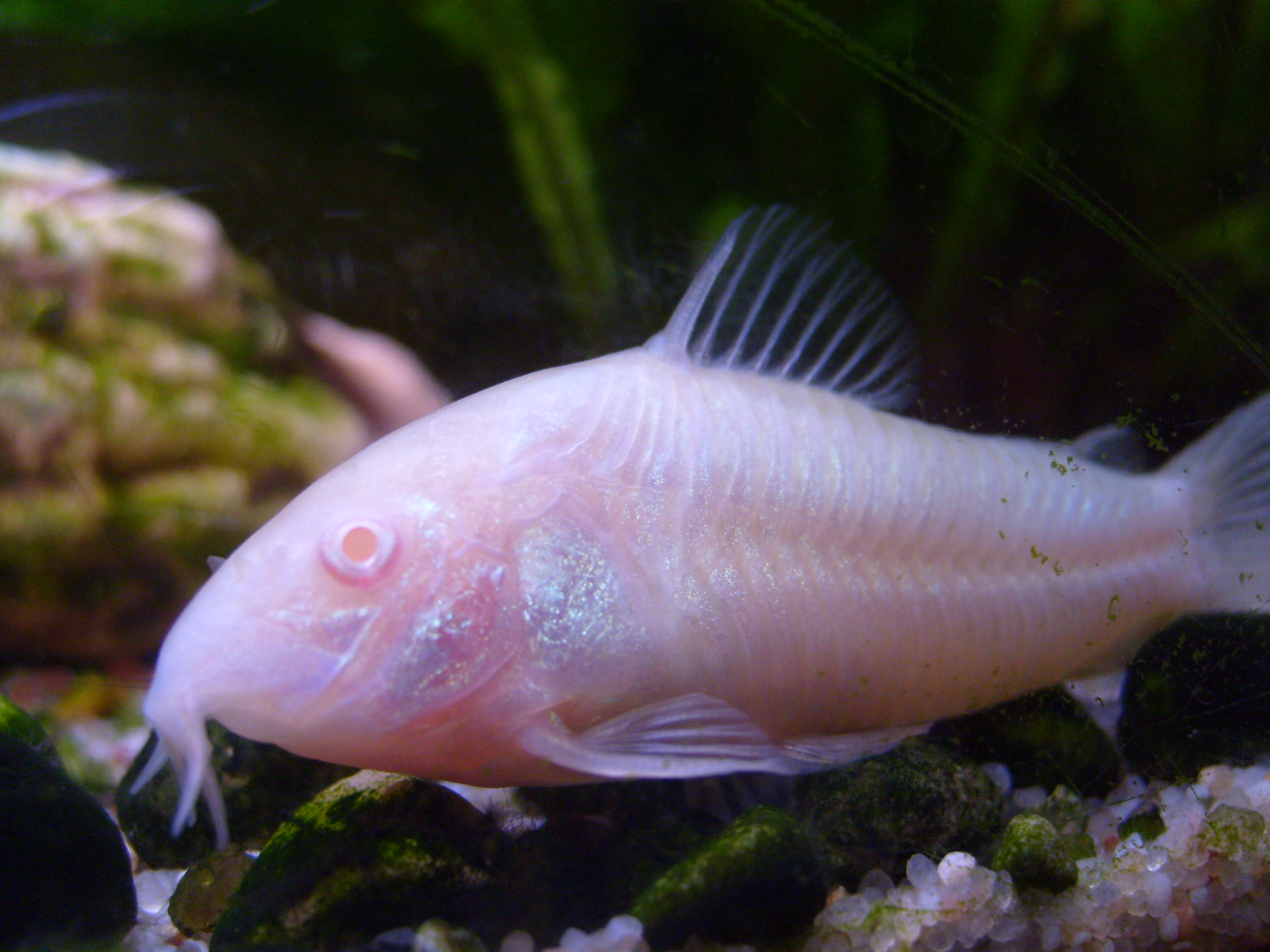
알비노 코리도라스

알비노 품종은 수족관 상업을 위해 탄생한 품종이며, 연분홍이나 주황색 몸과 붉은 눈을 가지고 있다. 보통 코리와 같은 모양이지만 어떤 물고기를 기르는 사람은 치어가 보통 코리보다 좀 더 느리게 자란다고 한다. 어떤 사람은 알비노 품종은 눈이 멀었고 수컷은 번식을 못한다고 하는데, 아마 많은 양의 근친 교배 때문일 것이다. 가끔씩 알비노 코리도라스는 주사기 바늘을 통해 색깔이 주입되어 수족관에 팔리기도 하는데 이 행위는 물고기를 물들인다 라고 한다.

### 롱 핀
롱 핀 품종은 보통 코리도라스에 아주 긴 지느러미가 달린 모양인데, 특별히 지느러미가 길다는 것 빼곤 별다른 특징이 없다. 가끔 알비노 품종과 섞여 알비노 롱 핀을 만들기도 한다. 롱 핀 품종은 조금 약하다고 한다.

### 풍선
풍선 품종은 배가 자연스럽지 않게 부푼 모양이다.